# 夜舟主

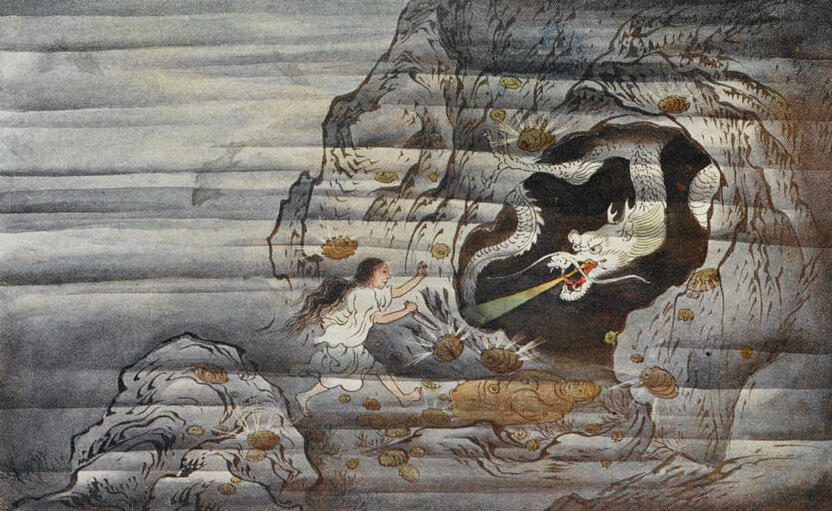
常世和夜舟主

夜舟主（よふねぬし）是日本傳說的大蛇妖怪，住在隱岐之島（現・島根縣）的海底。

## 概要
夜舟主住在隱岐之島的海底，牠強迫當地居民每年奉獻一名少女作為祭品。若拒絕獻祭，夜舟主會引發風暴，危害居民。名為常世（とこよ）的少女來到隱岐，為了見被流放到此地的父親。她代替少女成為祭品，跳入海中，成功誅殺了夜舟主。
據說常世的父親名為織部志摩，是鎌倉幕府北條高時擔任執權時的武士。北條高時身患不明疾病，但常世打敗夜舟主後，從海底撈起的神秘木像，與高時的容貌非常相似。之後判明這是詛咒高時生病的木像時，織部志摩的罪被赦免。

## 脚注
1. 1 2  寺西政洋 『日本怪異妖怪事典 中国』 2023年 笠間書院 146頁
2. 1 2  Richard Gordon Smith 『Ancient tales and folklore of Japan』 1986年 Bracken Books 101-109頁

## 關連項目
- 八岐大蛇